# イルカ・ファンデフェイフェル
イルカ・ファンデフェイフェル（Ilka Van de Vyver、女性、1993年1月26日 - ）は、ベルギーのバレーボール選手。ポジションはセッター。ベルギー代表。

## 来歴
2009年にオランダで行われたU-18 欧州選手権で金メダルを獲得し、自身もベストセッター賞を受賞した。同年より地元のクラブAsterix Kieldrechtで3シーズン活躍した後、2012-13シーズンからはフランスリーグの名門RCカンヌへ移籍した。
2012年、ベルギー代表に初選出される。2013年の欧州選手権で銅メダルを獲得した。2014年、ワールドグランプリ、世界選手権に出場した。
2017年より代表チームの主将を務めている。

## 球歴
- 世界選手権 - 2014年
- 欧州選手権 - 2013年、2015年、2017年
- ワールドグランプリ - 2014年、2015年、2016年、2017年

## 受賞歴
- 2009年 - U-18 欧州選手権　ベストセッター賞

## 所属クラブ
- Asterix Kieldrecht（2009-2012年）
- RCカンヌ（2012-2015年）
- Azzurra Volley San Casciano（2015-2016年）
- OK Kamnik（2016-2017年）
- Rote Raben Vilsbiburg（2017-2019年）
- CSMトゥルゴヴィシュテ（2019-2021年）
- アリアンツ MTV シュトゥットガルト（2021-2022年）
- Sigorta Shop（2022年）
- CSMトゥルゴヴィシュテ（2022-2023年）
- CSOヴォルンタリ2005（2023-2024年）
- PAOK（2024-）